# Crosia
Crosia (Crusìa en calabrès) és un municipi italià, dins de la província de Cosenza, que limita amb els municipis de Calopezzati i Rossano a la mateixa província.

## Evolució demogràfica
| Població censada al municipi de Crosia | Població censada al municipi de Crosia        | Població censada al municipi de Crosia |
| -------------------------------------- | --------------------------------------------- | -------------------------------------- |
|                                        |                                               |                                        |
| Notes:                                 | Elaboració gràfica per part de la Viquipèdia  |                                        |
|                                        | Font: ISTAT (Institut Nacional d'Estadística) |                                        |